# Izvoru Bârzii, Mehedinți
Izvoru Bârzii este satul de reședință al comunei cu același nume din județul Mehedinți, Oltenia, România.